# 15129 Sparks
A 15129 Sparks (ideiglenes jelöléssel 2000 ET47) a Naprendszer kisbolygóövében található aszteroida. A LINEAR projekt keretében fedezték fel 2000. március 9-én.